# Бранко Деспот
Бранко Деспот (Велика Кладуша, 5. јул 1954 — Бањалука, 18. новембар 2020) био је српски хирург, специјалиста пластично-реконструктивне хирургије, доктор медицинских наука, универзитетски професор и хроничар.

## Животопис
Бранко Деспот је рођен 1954. године у Великој Кладуши, од оца Стеве родом из Будеља код Кључа и мајке Душанке Бурсаћ родом из Грахова. Његов отац Стево Деспот, који је био милицајац, добија прекоманду за Петровац, те се Бранко као врло мали сели у овај крајишки град. Петровац је сматрао својим родним градом. У Петровцу је завршио основну школу и 1969. године уписује Гимназију „Радивој Родић“ у Петровцу, као 10. генерација гимназијалаца. Матурирао је у школској 1972/73. години. Након завршене гимназије уписује Медицински факултет у Загребу, који завршава 1980. године. Радио је као љекар, те као професор на Медицинском факултету у Бањалуци. Умро је од посљедица вируса корона 18. новембра 2020. године у Бањалуци.

## Стручна и научна каријера
Медицински факултет Свеучилишта у Загребу завршио је 1980. године. Исте године се запошљава у Дому здравља у Петровцу и ту ради до 1984. године. Од 1984. до 1985. године запослен је у Регионалној болници у Бихаћу. Године 1985. прелази у Клиничко-болнички центар у Бањалуци и ту остаје до пензије. Специјализацију из пластичне и реконструктивне хирургије завршио је на Клиници Ребро у Загребу 1989. године. Током рата бавио се и ратном хирургијом. Звање примаријус добио је 1998. године. Од 1998. до 2006. године обављао је дужност шефа Одјељења за пластичну и реконструктивну хирургију у Клиници за специјалне хируршке дјелатности. У два наврата, од фебруара до августа 2007. и од фебруара до октобра 2009. године обављао је дужност начелника Клинике за пластично-реконструктивну хирургију. Важио је за љекара са господским манирима. Као љекар је унаприједио рад Клинике за пластично-реконструктивну хирургију. На самом почетку рада клинике, са проф. Станецом из Загреба, упоредо са тада водећим свјетским стандардима, увео је микрохируршке процедуре у рад ове клинике, што је за то вријеме било револуционарно за здравство у Бањалуци.
Упоредо са стручном каријером, градио је и научну каријеру. Средином 1980-их уписује послиједипломске студије на Медицинском факултету у Загребу, које је одслушао 1987. године. Године 1986. на Медицинском факултету у Бањалуци изабран је у звање асистента. На истом факултету у звање вишег асистента изабран је 1991. Магистарски рад на тему Петељкасти подлактични режањ у реконструкцији ратних повреда шаке одбранио је На Медицинском факултету Универзитета у Београду 1996. године и стекао звање магистра медицинских наука. Докторску дисертацију на тему Примарно одложена реконструкција мекоткивног и коштаног дефекта код ратних повреда шаке такође је одбранио на Медицинском факултету у Београду 2003. године. У звање доцента на бањалучком медицинском факултету изабран је 2005. године, а у ово звање је реизабран 2010. У звање ванредног професора бива биран 2012. године.
Објавио је више од 50 научних и стручних радова, а аутор је и коаутор три научне монографије. Такође је аутор монографије о петровачкој гимназији, која носи наслов 50 година Гимназије у Босанском Петровцу, која је изашла 2010. године, а друго издање је доживјела 2016. године. Тиме је Деспот постао и хроничар роднога краја.

## Политичка каријера
У фебруару 2019. године, као независни кандидат, кандидовао се на пријевременим изборима за начелника општине Босански Петровац.

## Лични и породични живот
Бранко је био ожењен супругом Маријом, са којом је добио ћерку Тамару и сина Марка. Његова супруга Марија Деспот такође је љекар, специјалиста интерне медицине и субспецијалиста ендокринологије и дијабетологије, а запослена је на Клиничком заводу за нуклеарну медицину КБЦ-а Загреб. Ћерка Тамара је кинезиолог и докторанд на Кинезиолошком факултету. Позната је плесачица латиноамеричких и стандардних плесова, учесник емисије Звијезде пјевају и члан жирија у емисији ТВ Нова Плес са звијездама. Такође је кондициони тренер у загребачком Динаму и ансамблу Ладо.
Бранко Деспот је био пријатељ са пјевачем Маринком Роквићем и пјесником Мишом Марићем.

## Награде и признања
- Ударничка значка с радне акције Шамац - Сарајево 1978. године (петровачка бригада "22 народна хероја").
- Златна плакета "Гутенберг" за књигу 50 година Гимназије у Босанском Петровцу, за најбољу графичку изведбу, 2010. године.

## Чланство у удружењима
- Члан Балканског удружења пластичне, реконструктивне и естетске хирургије.
- Члан Друштва љекара Републике Српске.
- Члан Друштва хирурга Републике Српске.
- Члан Коморе доктора медицине Републике Српске.
- Члан Хрватског удружења за пластичну, реконструктивну и естетску хирургију.
- Потпредсједник Удружења за пластичну, реконструктивну и естетску хирургију Босне и Херцеговине.